# جيمي ماكسويل
جيمي ماكسويل (بالإنجليزية: Jimmy Maxwell)‏ هو عازف جاز أمريكي، ولد في 9 يناير 1917 في ستوكتون في الولايات المتحدة، وتوفي في 20 يوليو 2002 في نك الكبرى ‏ في الولايات المتحدة.

## وصلات خارجية
- جيمي ماكسويل على موقع IMDb (الإنجليزية)
- جيمي ماكسويل على موقع ميوزك برينز (الإنجليزية)
- جيمي ماكسويل على موقع أول ميوزيك (الإنجليزية)
- جيمي ماكسويل على موقع ديسكوغز (الإنجليزية)